# Церква Пресвятої Трійці (Соборне)
 - храм у селі Соборне Байковецької територіальної громади Тернопільського району Тернопільської області. Належить УГКЦ. Підпорядкований парафії Пресвятої Трійці Великобірківського деканату Тернопільсько-Зборівської архієпархії Тернопільсько-Зборівської митрополії. Пам'ятка архітектури місцевого значення.
Храм перебудований 1990 року з костелу Непорочного зачаття Пресвятої Богородиці, що належав римо-католицькій парафії села Чернелів-Мазовецький. Після виселення польського населення 1944 року храм було зачинено. У 1990 році було засновано парафії Пресвятої Трійці.

## Історія
Костел споруджений 1810 року на місці дерев'яного, що походив з 1768 року. Храм використовувався протягом 1827-1945 років як парафіяльна церква римо-католицької громади.
Наприкінці 1989 року будівлю костелу було передано греко-католицькій громаді. Відтак, після деякої реставрації 3 червня 1990 року церкву освятив о. Григорій Галайко.
Від 1990 року в церкві служили:
- 1990-1998 - о. Григорій Галайко;
- з 1998 - о. Іван Гавліч.

У 2012 році на парафії відбулося 4 хрещення, 2 шлюби та 9 похоронів.

## Інтер'єр
Іконостас виконали місцеві майстри з села Соборного: Іван Токар та Іван Гопей. Царські ворота виконав місцевий різьбяр Микола Горбач. Запрестольну ікону написали художники Петро Чухран та Микола Горбач.

## Парафіяльне життя
При парафії діє спільнота "Матері в молитві". Також проводиться катехизація.

## Галерея

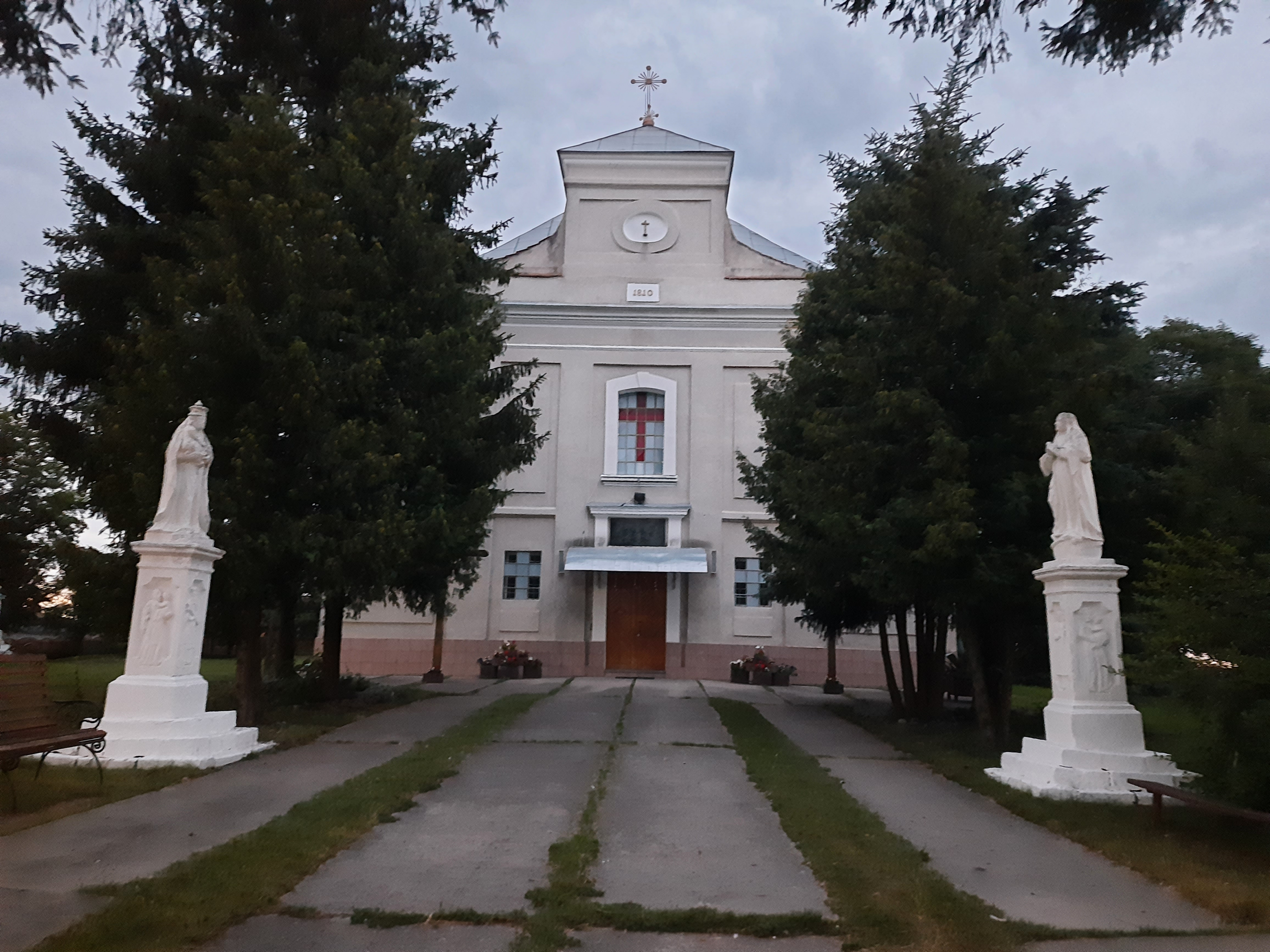
Церква Пресвятої Трійці
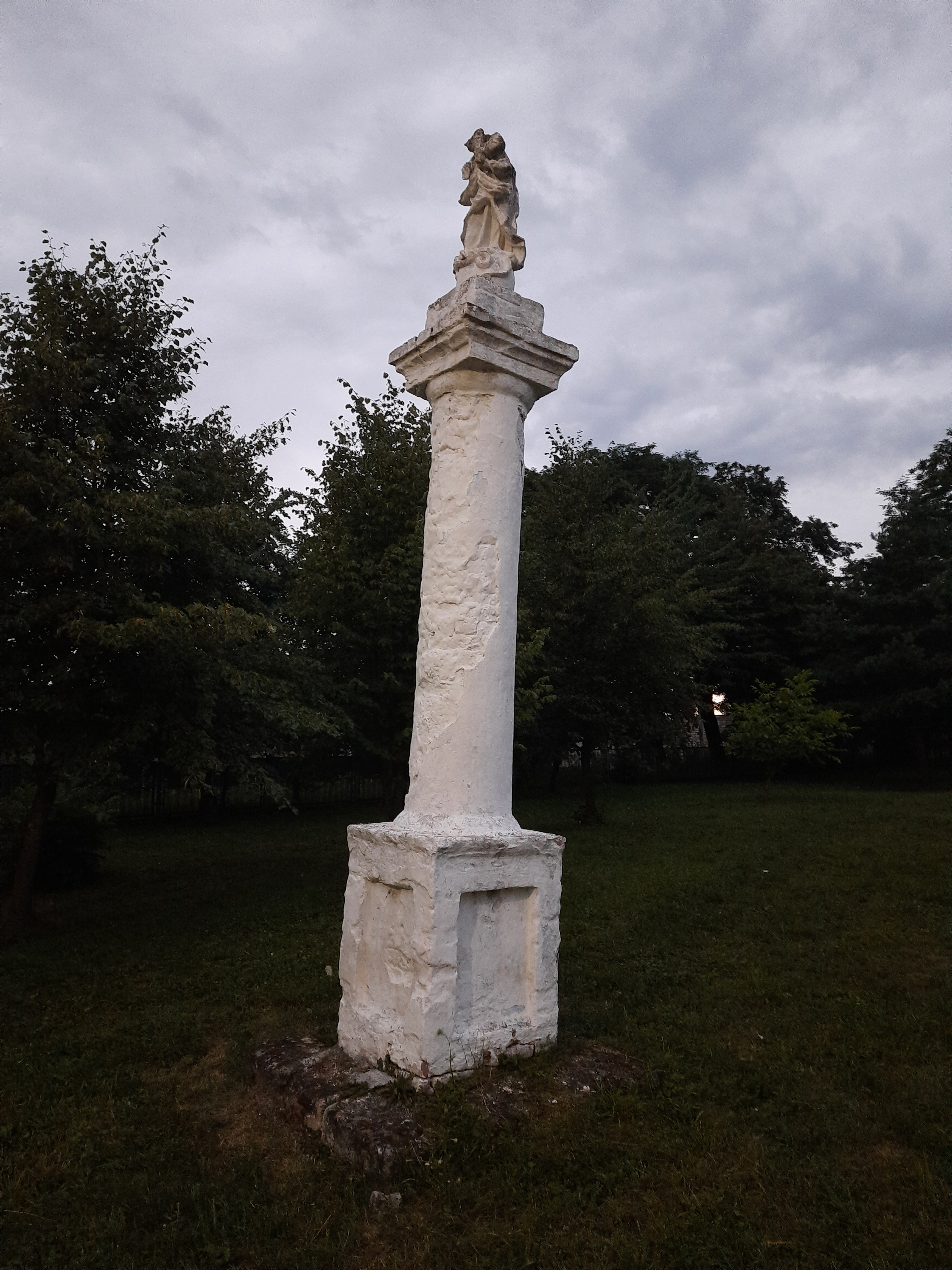
"Фігура" біля церкви
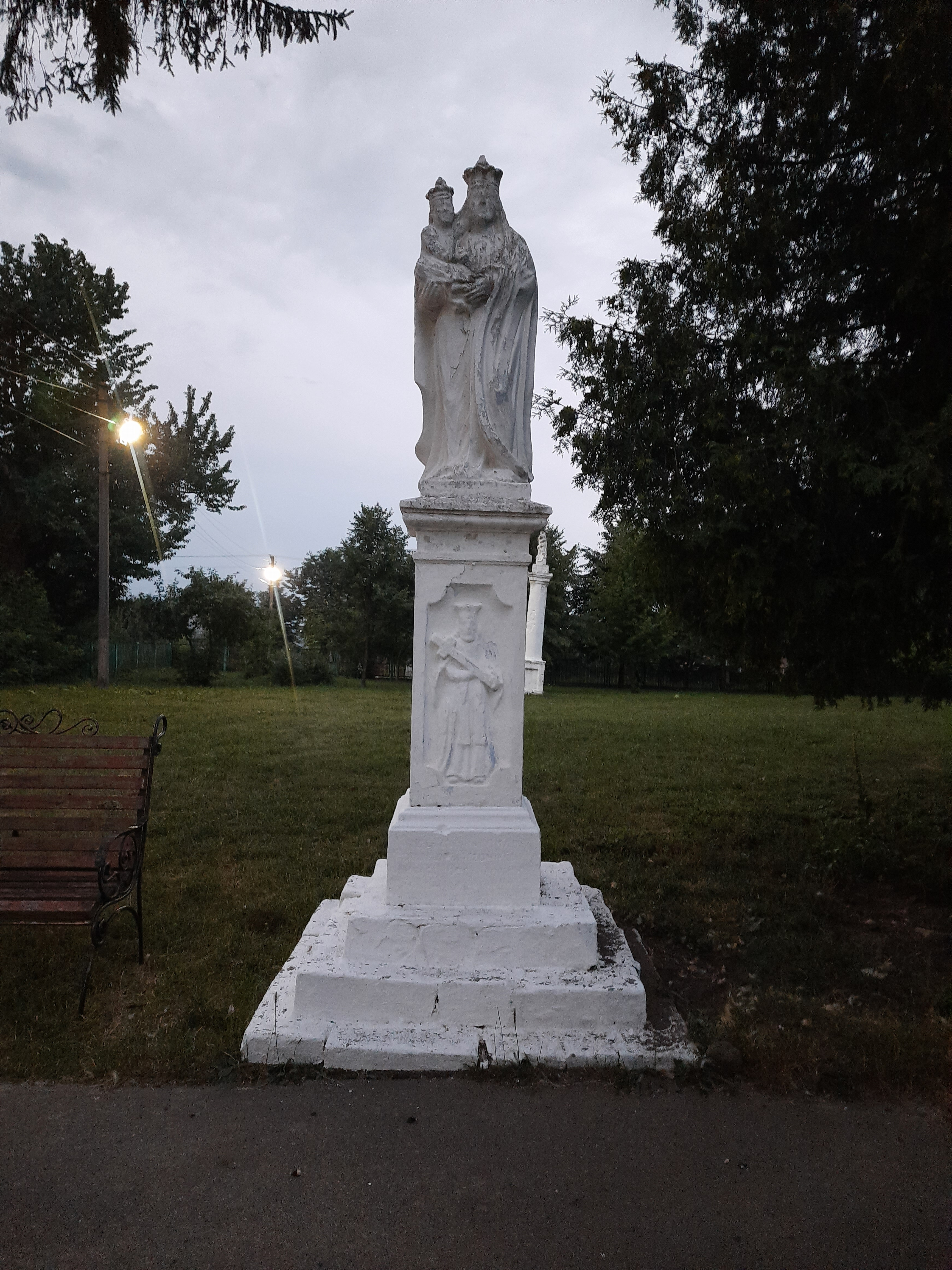
"Фігура" біля церкви
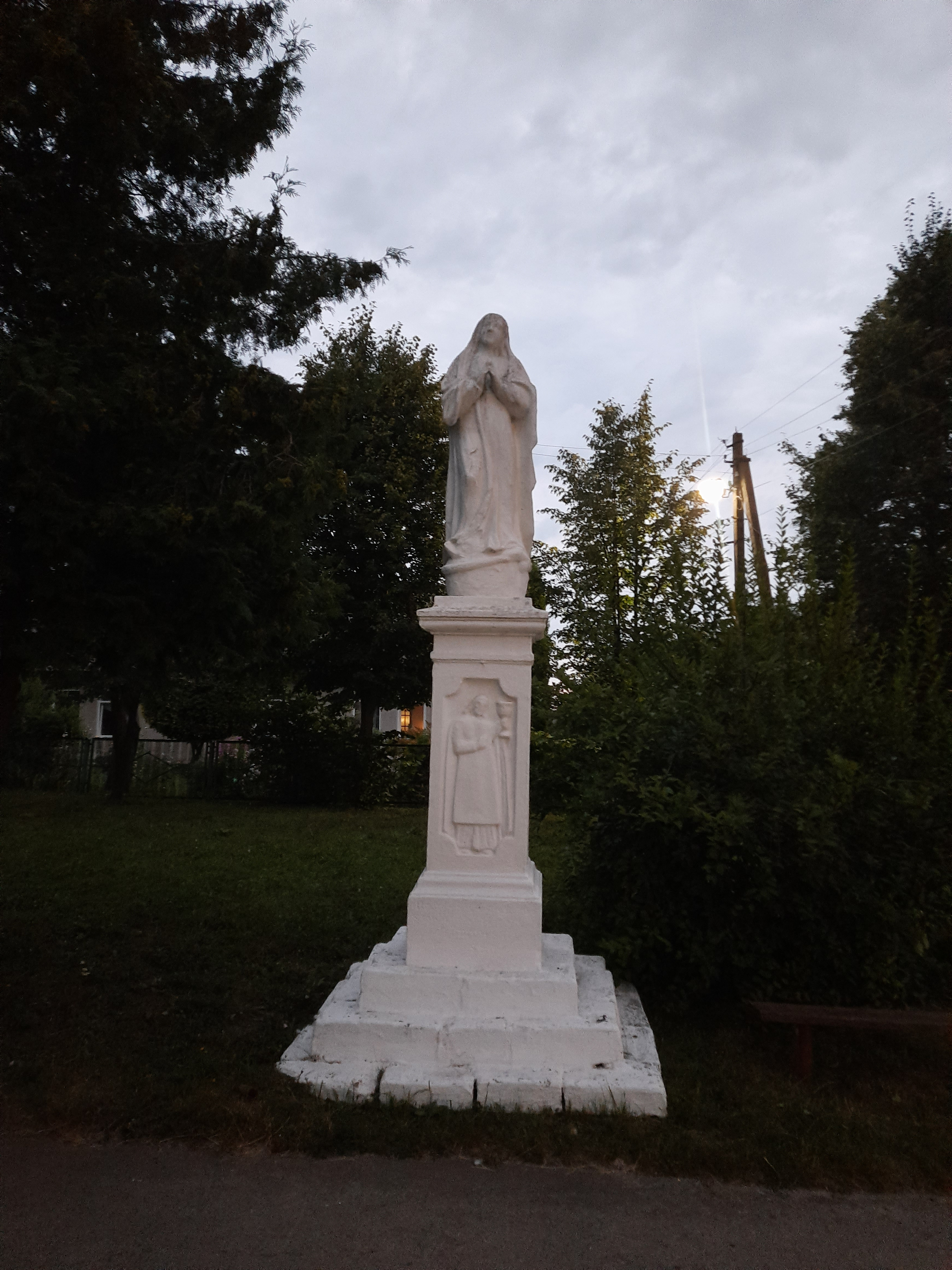
"Фігура" біля церкви